# Ángeles Mastretta
Anges Mastretta (Puebla, 9 octobre 1949) est une écrivaine et journaliste mexicaine, connue pour ses personnages féminins et ses fictions qui reflètent les réalités sociales et politiques du Mexique.

## Biographie
Son père, Carlos Mastretta, était un journaliste qui vendait des voitures. Il mourut alors que Mastretta avait vingt ans, et elle dut travailler elle aussi en tant que journaliste tout en étudiant à la Faculté de sciences politiques et sociales de l'université nationale autonome du Mexique, dans laquelle elle est entrée en 1971, à son arrivée depuis Puebla à Mexico. Côme collaboratrice occasionnelle publiait en des milieux de la taille de Excélsior, La Journée, Procès et Ovations. En ce dernier possédait une colonne appelée De l'absurde quotidien, dans laquelle «écrivait de tout: de politique, de femmes, d'enfants, de ce que voyait, de ce que sentait, de littérature, de culture, de guerre et tous les jours.»
En 1998, Mastretta a participé, avec Germán Dehesa, au programme télévisé La almohada, consacré à des entrevues. Elle tient un blog intitulé Puerto libre et écrit régulièrement dans la revue Nexos, son époux, l'écrivain Héctor Aguilar Camín, a dirigé cette publication de 1983 à 1995). 
Elle est mariée à l'écrivain et analyste politique Héctor Aguilar Camín et est la sœur de Daniel et Carlos Mastretta, créateurs de l'automobile Mastretta MXT. Sa fille Catalina a publié en 2016 un roman intitulé Todos los días son nuestros.
Enfant, Mastretta voulait être chanteuse, une passion qui ne l'a jamais quittée et qu'elle pratique quelquefois en public comme lorsqu'elle interprète Arráncame la vida à la Foire Internationale du Livre de Guadalajara.

## Carrière d'écrivaine
Elle commença sa carrière littéraire comme poète après avoir gagné un concours avec La pájara pintada, qui devint un livre en 1978. Mais ce que souhaitait Mastretta, qui envisageait ce recueil de poèmes comme le fruit du hasard et qui ne l'a jamais pris au sérieux, était de se consacrer à un roman pensé depuis plusieurs années. Elle en eut l'opportunité quand un éditeur lui proposa de la sponsoriser six mois pour qu'elle puisse écrire. Ainsi est né Arráncame la vida, publié en 1985, qui eut un succès immédiat et remporta le prix Mazatlán de littérature l'année suivante. À travers le personnage principal de Catalina Ascencio, Mastretta parvient à démythifier l'image “idéale” imposée depuis des siècles par la culture dominante. La protagoniste réussit à maîtriser son destin. Elle ressent le besoin d'être créative dans son monde propre et, de cette façon, de parvenir à s'accomplir en tant qu'être humain et en tant que femme. Cette œuvre, pour laquelle Mastretta a choisi le titre d'une chanson d'Agustín Lara, lui a valu une renommée et un prestige international et, plus de 20 ans après, en 2008, Arráncame la vida a été adapté au cinéma par Roberto Sneider.

## Prix et reconnaissances
- Prix Mazatlán de littérature 1986 pour Arrache-moi la vie
- Prix Rómulo Gallegos 1997 pour Mal de amores
- Aigle Sociale (Porto Alegre, 2005)

## Œuvres

### Romans
- Arrache-moi la vie, Mexique, 1985
- Mal de amores,  Mexique, 1996
- Ninguna eternidad como la mía, Mexique, 1999

### Contes
- Mujeres de ojos grandes 1985
- Maridos, Seix Barral, Mexique, 2007

### Mémoires
- Puerto libre, 29 textes brefs; Cal y Arena, Mexique, 1993
- El mundo iluminado, 35 textes brefs; Seix Barral, Mexique, 1998
- El cielo de los leones, Mexique, 2003
- La emoción de las cosas, Seix Barral, Mexique, 2013
- El viento de las horas,  68 textes brefs; Seix Barral, Mexique, 2015

### Poésie
- La pájara pinta, Mexique, 1978
- Desvaríos, Mexique, 1996

### Adaptations de ses œuvres
- 2008 : Arráncame la vida, film réalisé par Roberto Sneider